# Under Still Waters
Under Still Waters ist ein US-amerikanischer Thriller aus dem Jahr 2008.

## Handlung
Andrew und Charlie wollen zum Kitten ihrer Beziehung einen Urlaub auf dem Landsitz des reichen Vaters von Charlie nehmen. Auf der Fahrt durch den Wald fahren sie einen stehengebliebenen Motorradfahrer an. Sie bieten ihm ihre Hilfe an. Als er die nächsten Tage immer noch bei ihnen im Haus verweilt, möchte Charlie, dass er nun geht, auch weil er eine Waffe bei sich trägt. Charlie belauscht die zwei Männer und kann herausfinden, dass sich die beiden schon länger kennen und der unter Minderwertigkeitskomplexen leidende Andrew die Anweisung zum Mord gegeben hat.
Es kommt zum Konflikt zwischen den Männern, da sich Jacob in Charlie verliebt hat. Jacob kann Andrew mit einem Pfeil töten, während Jacob selbst angeschossen wird. Charlie kann mit dem angeschossenen Jacob im Auto davonfahren.

## Kritik
film-rezensionen.de meint: „Für einen Psychothriller wirkt die gesamte Abhandlung letzten Endes aber zu weich und der Ausgang der düsteren Machenschaften lässt dem Zuschauer nicht das Blut in den Adern gefrieren.“